# Trichotanypus tiberiadis
Trichotanypus tiberiadis är en tvåvingeart som först beskrevs av Jean-Jacques Kieffer 1914.  Trichotanypus tiberiadis ingår i släktet Trichotanypus och familjen fjädermyggor.
Artens utbredningsområde är Israel. Inga underarter finns listade i Catalogue of Life.